# 水元尚也
水元 尚也（みずもと たかや、1946年7月3日 - 2007年8月13日）は、日本の実業家。北海道北見市出身。日本で最初の地ビール（オホーツクビール）会社を作った。

## 年譜
- 1973年：北海学園大学工学部土木工学科卒業後、北見市役所勤務
- 1977年：同市役所を退職し、父の運営する水元建設に入社し、取締役に就任
- 1982年：水元建設代表取締役専務
- 1990年：ナオックを設立し、代表取締役初代社長に就任
- 1991年：水元建設代表取締役2代社長に就任
- 1994年：オホーツクビールを設立し、代表取締役初代社長に就任
- 1996年：北海学園北見短期大学経営学科非常勤講師（～2003年）
- 1997年：構研工業代表取締役会長に就任。北海道地ビール連絡協議会会長
- 1999年：全国地ビール醸造者協議会理事。NHK北海道地方放送番組審議会委員
- 2006年：構研工業を吸収合併
- 2007年：8月13日午前7時54分、不整脈による心停止のため社長在職中に自宅で死去。[1]。61歳没。

## エピソード
水元が元々北見日独協会の事務局も担当し、北見市の国際交流事業に参加。ドイツのビールを視察後、ビール研究会を立ち上げ、事務局も担当。1991年はまなす財団の協力を得て、北見まちおこしの一環として、地域ビール構想報告書をまとめた。それがのちのオホーツクビール設立に繋がった。